# دایان فرومهولتز
 دایان فرومهولتز (انگلیسی: Dianne Fromholtz؛ زادهٔ ۱۰ اوت ۱۹۵۶) یک تنیس‌باز اهل استرالیا است.